# Les Frères invisibles
Les Frères invisibles est un ouvrage de Ghislaine Ottenheimer et Renaud Lecadre, publié aux éditions Albin Michel en 2001, portant sur l'influence de la franc-maçonnerie en France. 

## Contenu
Publié en 2001, le récit revisite alors, selon Gérard Courtois (Le Monde), « toutes les affaires politico-financières des quinze dernières années ».
Selon Thierry Rouault, docteur en histoire, auteur d'une thèse sur l’antimaçonnisme ou Gerard Contremoulin, auteur d'ouvrage maçonnique, l'ouvrage se classe, de par ses approximations et sa reprise de thèmes utilisés par l'extrême droite, dans les ouvrages antimaçonniques,.

## Poursuites judiciaires
Le 5 juin 2003, à la suite d'une plainte, Ghislaine Ottenheimer, Renaud Lecadre et leur éditeur sont condamnés par la cour d'appel de Paris à payer solidairement cinq mille euros de dommages-intérêts pour diffamation envers le grand maître de la Grande loge nationale de France (GLNF), le président de la chambre régionale des comptes de PACA.